# Visor i Sverige (Utbildningsradion)
Visor i Sverige (LIBRIS-ID:400557) var en serie läromedel med inriktning på folkliga visor från olika landskap, utgiven 1983–1990 av Utbildningsradion. De olika delarna producerades lokalt av olika aktörer inom varje landskap. Läromedlen bestod av ett vishäfte med beskrivningar och vistexter, en studieplan avsedd för studiecirklar, ett eller två kassettband med visinspelningar, både äldre och nygjorda, samt en serie radioprogram med olika temata.
Vishäftena och studieplanerna var i format A4, radioprogrammen var i regel omkring 15 min vardera. Radioprogrammen kunde lånas från läns-AV-centralen till studiecirkeln eller skolan.
En gemensam framsidesdesign för publikationerna gjordes och Barbro Sedwall gjorde en krans bestående av olika landskapsblommor. På vishäftet trycktes den i färg, på övriga publikationer enfärgat. Alla publikationer fick katalognummer baserat på ISBN-numret, men utan de inledande siffrorna för nation (91).
Nedan följer beskrivningar på de olika landskapens publikationer.

## Visor i Skåne (1983)
Vishäfte: Lundh Christer, red (1983). Visor i Skåne. Visor i Sverige, 99-0414712-4. Stockholm: Utbildningsradion. Libris 7227591. ISBN 91-26-83320-4 (64 s.)
Studieplan: 26-83318-2
Kassetter: 2 st 26-83321-2
10 radioprogram: Skämtvisor – Yrkes- och arbetsvisor – Kärleksvisor – Barn- och skolvisor – Visor och lekar i juletid – Rim, ramsor och sladänger – Stadstraditioner – Sjömännens visor – Sånglekar – Gå maj i by.
Radioprogrammen presenterades av Christer Lundh, och han och Rigmor Sylvén svarade för urvalet av visor i vishäftet. I redaktionen ingick också Reine Steen, Börje Wallin och representanter för Utbildningsradion i Skåne. Två kassetter utgavs, innehållande radioprogrammen med både fältinspelningar och Christer Lundhs sång.

## Visor i Halland (1983)
Vishäfte: Johansson Torbjörn, Bartholdsson Eva, Andreasson Lennart, red (????). Visor i Halland. Visor i Sverige, 99-0414712-4. Stockholm: Utbildningsradion. Libris 7227593. ISBN 91-26-83322-0 (32 s.)
Kassett: 26-83323-9
5 radioprogram: Visor om havet – Visor om emigration – Visor om lycklig och olycklig kärlek – Skämtvisor – Rim och ramsor.
Urval och insjungningar gjordes av Eva Bartholdsson och Torbjörn Johansson, på en kassett. De producerade också radioprogrammen ihop med Lennart Andreasson, Utbildningsradion i Halland.

## Visor i Bohuslän (1984)
Vishäfte: Nilsson Sören, red (1985). Visor i Bohuslän. Visor i Sverige, 99-0414712-4. Stockholm: Utbildningsradion. Libris 7227625. ISBN 9126853205 (64 s.)
Studieplan: 26-85321-3
Kassetter: 2 st 26-85322-1
10 radioprogram: Skämtvisor och sladänger  – Nidvisor – Sjömansvisor – Arbetsvisor – Kärlek och frieri – Visor om bröllop – Kärlek i äktenskapet – Vagg- och vallvisor – Ballader – Dansvisor.
Urval och insjungningar gjordes av föreningen Bokenäsets Ådra, på två kassetter. Vishäftet producerades av Sören Nilsson. Programledare var Morgan Tholén, Utbildningsradion i Trestad.

## Visor i Uppland (1984)
Vishäfte: Alpsjö Leif, red (1984). Visor i Uppland. Visor i Sverige, 99-0414712-4. Stockholm: Utbildningsradion. Libris 7227627. ISBN 9126853248 (48 s.)
Studieplan: 26-85325-6
Kassett: 26-85326-4
8 radioprogram: Skämtvisor och polsktrallar – Yrkes- och arbetsvisor – Barnvisor och sånglekar – Kärleksvisor – Visor om öden och händelser – Visor för och emot starka drycker – Andliga visor – Visor vid fest och särskilda högtider.
Producent Leif Alpsjö, presentatör och ibland sångare Tommi Rasmusson. I övrigt var det fältinspelningar. I redaktionen fanns även Håkan Liby, Stig Unge, Utbildningsradion, och Inger Eriksson, Länsbildningsförbundet.

## Visor i Jämtland (1986)
Vishäfte: Roempke Ville, red (1986). Visor i Jämtland. Visor i Sverige, 99-0414712-4. Stockholm: Utbildningsradion. Libris 7227634. ISBN 9126853604 (40 s.)
Kassett: 26-85361-2
6 radioprogram: Visor i vallskogen – Ramsor och barnvisor – Polsktrallar och sånglekar – Visor om kärlek av olika slag – Visor om en gammal god tid – Ömse visor.
Producent var Ville Roempke tillsammans med representanter från Utbildningsradion i Jämtland, och på kassetten blandades fältinspelningar med inspelningar från Birka folkhögskola.

## Visor i Östergötland (1986)
Vishäfte: Berger Miriam, Höglund Margareta, Annerud Håkan, red (1986). Visor i Östergötland. Visor i Sverige, 99-0414712-4. Stockholm: Utbildningsradion. Libris 7227643. ISBN 912686360X (48 s.)
Studieplan: 26-86362-6
Kassett 1: 26-86361 8
Kassett 2: 26-86363-4
8 radioprogram: I arbete och vardagsliv – På marknaden – Fest och dans – Han och hon – Vid julhelgen – Vid husförhöret – Balladen – En lokal händelse – Emigrationen.
Urvalet gjordes av Miriam Berger, Margareta Höglund och Håkan Annerud. Två kassetter producerades, men bara den ena presenterades med noter och texter i vishäftet. Den andra kassetten var tänkt för gehörsinlärning. Kassettinnehållet var dels fältinspelningar, dels inspelningar med sånggrupperna Limu Lima och Låtande tjejer, samt fristående sångare. Programledare var Gull Rolling, Utbildningsradion i Östergötland.

## Visor i Småland (1986)
Vishäfte: Gustafsson Magnus, red (1986). Visor i Småland. Visor i Sverige, 99-0414712-4. Stockholm: Utbildningsradion. Libris 7227649. ISBN 9126868601 (64 s.)
Studieplan: 26-86862-8
Kassetter: 2 st 26-86861-X
14 radioprogram: Visor vid arbete – Visor i hemmet – Visor vid marknader och torg – Visor vid fest och dans – Visor vid frieri och bröllop – Visor vid husandakt.
Urvalet gjordes av Magnus Gustafsson, Smålands musikarkiv, i samarbete med representanter för de tre länens Utbildningsradio. På de två kassetterna förekom både traditionsinspelningar och inspelningar av medlemmarna i gruppen Sågskära.

## Visor på Öland (1987)
Kassett: 26-87325-7
Här utkom endast en kassett med inspelningar av gruppen Sågskära.

## Visor i Dalarna (1990)
Vishäfte: Stolpe Agneta, red (1990). Visor i Dalarna. Visor i Sverige, 99-0414712-4. Stockholm: Utbildningsradion. Libris 7227705. ISBN 9126900343 (64 s.)
Studieplan: 26-90036-X
Kassett: 26-90035-1
10 radioprogram: Sommar – Höst – Vinter – Vår
Vishäftet producerades av Agneta Stolpe och Dalarnas spelmansförbunds vissektion. Hon medverkade också med sång på kassetterna, tillsammans med en mestadels yngre generation sångare och folkmusiker. Studieplanen utarbetades av Magnus Bäckström, och radioprogrammen presenterades av Sid Jansson.